# Bolderik
De bolderik (Agrostemma githago) is een plant uit de anjerfamilie (Caryophyllaceae). De soort staat op de Nederlandse Rode lijst van planten als zeer zeldzaam en zeer sterk in aantal afgenomen. In Nederland komt hij van nature voor in het rivierengebied, in Twente en in Zuid-Limburg. De bolderik wordt ook in eenjarige bloemenweiden uitgezaaid en in siertuinen gekweekt.
Deze eenjarige plant wordt 20–100 cm hoog, heeft lancetvormige bladeren en is zwak behaard tot viltig. De bolderik bloeit van juni tot juli met alleenstaande, langgesteelde, dieproze tot paarsrode bloemen. De kelk is ruw behaard en de kelkbladen zijn puntig en langer dan de kroonbladen. De bloemen zijn tweeslachtig. Hoewel de gehele plant giftig is, zijn de donkergekleurde zaden het giftigst. Vroeger werden deze meegeoogst en bij onvoldoende schoning meegemalen, waardoor het graanmeel giftig werd en door de aanwezige saponinen tot maag- en darmproblemen kon leiden.
De bolderik komt voor op löss (Limburgse klei) en zandige klei en groeit tussen het graan, vooral tussen rogge en verder op braakliggende terreinen. De plant is vrij slap en heeft steun nodig van de graanplanten. Het was vroeger een algemeen voorkomend graanonkruid.

## Oude volksnamen
- Zwijnsoren, schaapsoren, ezelsoren (vanwege de vorm van de bladeren).
- Christusoog, Godsoog, schoonoog, akkervlam, steekneusken (vanwege de vorm van de bloem).
- Bolderkruid, muggenbloem, orgelbloem.